# Daníž
Der Daníž (deutsch Danischbach, früher Deinisch) ist ein rechter Nebenfluss des Thayamühlbaches in Tschechien.

## Verlauf
Der Daníž entspringt westlich von Hnanice (Gnadlersdorf) in der Znojemská pahorkatina (Znaimer Hügelland). Seine Quelle befindet sich unmittelbar an der österreichischen Grenze im Nationalpark Podyjí. Auf seinem Oberlauf durch den Nationalpark fließt der Daníž nördlich an der Hraběcí hora (Grafenberg; 351 m n.m.) vorbei nach Osten. 
Danach erreicht der Bach Hnanice, wo er im Teich Hnanický rybník  angestaut wird und südöstliche Richtung nimmt. Anschließend fließt der Daníž durch die Minderstadt Šatov (Schattau), unterhalb davon wird er von der Bahnstrecke Wien–Retz–Znojmo überquert. 
Nachfolgend erreicht der Bach die Jaroslavicka pahorkatina (Joslowitzer Hügelland), wo er mit östlicher Richtung die Dörfer Chvalovice (Kallendorf) und Dyjákovičky (Klein Tajax) sowie die Ebene zwischen Hnízdo (Gnast) und Strachotice (Rausenbruck) durchfließt. 
Der Unterlauf des Daníž führt vorbei an Slup (Zulb), in einer Entfernung von ca. einem Kilometer parallel zum Thayamühlbach, nach Südosten. Auf seinem letzten Abschnitt fließt der Bach durch Jaroslavice (Joslowitz) und mündet nordöstlich der Gemeinde nach 25,4 Kilometern in den Thayamühlbach. Der Daníž hat ein Einzugsgebiet von 117,5 km². Der mittlere Durchfluss an der Mündung liegt bei 0,147 m³/s.

## Zuflüsse
- Heidgraben / Luční potok (r), unterhalb von Dyjákovičky
- Vrbovecký potok (Dürrnbach) (l), bei Strachotice